# Сейтяковский сельсовет
Сейтяковский сельсовет — муниципальное образование в Балтачевском районе Башкортостана.

## История
Согласно «Закону о границах, статусе и административных центрах муниципальных образований в Республике Башкортостан» имеет статус сельского поселения.

## Население
| 2002 | 2009  | 2010  | 2012  | 2013 | 2014 | 2015 |
| ---- | ----- | ----- | ----- | ---- | ---- | ---- |
| 1293 | ↘1272 | ↘1092 | ↘1046 | ↘991 | ↘923 | ↘900 |
| 2016 | 2017  |       |       |      |      |      |
| ↘884 | →884  |       |       |      |      |      |

## Состав сельского поселения
| № | Населённый пункт | Тип населённого пункта       | Население |
| - | ---------------- | ---------------------------- | --------- |
| 1 | Сейтяково        | село, административный центр | ↘746      |
| 2 | Староямурзино    | деревня                      | ↘162      |
| 3 | Стародюртюкеево  | деревня                      | ↘83       |
| 4 | Новодюртюкеево   | деревня                      | ↘57       |
| 5 | Чурапаново       | деревня                      | ↘44       |